# Чуманов, Александр Николаевич
Александр Николаевич Чуманов (27 августа 1950, д. Борки, Тюменский район, Тюменская область — 26 ноября 2008, Арамиль, Свердловская область) — российский писатель, фантаст.

## Биография
Родился 27 августа 1950 года в деревне Борки Тюменского района в семье учителей.
Семья переехала в Арамиль, когда Александру было девяти лет. В Арамили закончил среднюю школу № 4, здесь прожил всю свою жизнь.
В 1967 году поступил в Уральский политехнический институт имени С. М. Кирова на механико-машиностроительный факультет дневного отделения. С марта 1970 по июль 1971 года учился и подрабатывал электро-мастером учебного корпуса. В 1971 году женился и ушёл из института. В этом же году родилась дочь Татьяна.
С ноября 1971 года по декабрь 1973 года служил в рядах Советской армии в строительном батальоне.
В 1974 году устроился работать на Арамильскую суконную фабрику красильщиком тканей, затем переведён помощником мастера. Здесь проработал до 1978 года. В 1975 году родилась вторая дочь — Галина.
Работу всегда выбирал такую, чтоб оставалось время для творчества.
С 1978 года по 1981 год работал на Уральском заводе химического машиностроения корреспондентом газеты «За химическое машиностроение».
С 1982 по 2004 года работал в Сысертском отделении «Сельхозхимия», ДРСУ № 7, в/ч 21651, Арамильском заводе пластмасс (водителем, кочегаром, охранником, пожарным).
С 1996 года параллельно работал реализатором в ларьке.
С 2004—2008 годах работал в ЧОП «Энергия», «Криминалист» охранником.
Скончался 26 ноября 2008 года в Арамили, похоронен на Арамильском городском кладбище.

## Творчество
Стихи Чуманова Александра Николаевича печатали в газетах, в уральских журналах.
В 1984 году участвовал в VIII Всесоюзном совещании молодых писателей в Москве. Участвовал ещё как поэт, хотя писал в это время уже в основном прозу. Короткие рассказы (наверно, лаконизм их тоже идёт от стихов), которые появились на страницах «Уральского следопыта» и «Урала», сразу обратили на себя внимание читателей.
В 1986 году цикл рассказов А. Чуманова «Зелёный луг на рассвете» был издан в Москве.
В 1988 году принят в Союз писателей СССР.
Всего же у автора вышло четыре книги прозы и четыре сборника стихотворений. Александр Чуманов работал в довольно редком в нашей литературе жанре короткой современной притчи, где причудливо переплетаются фантастика и повседневная реальность. И если в первых его рассказах — таких, как «Горыня», — фантастики было больше, то со временем она стала занимать в чумановской прозе более скромное место. Да и чудеса эти, при всей их неожиданности, входят в жизнь героев писателя — обычных сегодняшних людей из гущи наших будней — чаще всего по-домашнему неброско, без шумовых эффектов, а то и вообще незаметно. Именно так происходит, например, в рассказе «Птица по имени Карл». Изобретательность в конструировании самых сказочных сюжетов и ситуаций сочетается у писателя с зоркой наблюдательностью и ироничностью. Например, «Стезя Николеньки Вселенского», где персонаж, «ещё пребывая в утробе матушки, стараниями папеньки уже был приписан к институту легчайших сплавов в чине лаборанта». Настораживающим иносказанием звучит рассказ «Эонимф» — о зловеще живучем «человеко-жуке», которому ничего не стоит затаиться, зарыться в землю, чтобы вновь начать паразитировать, когда появятся «благоприятные условия».
Тревога и боль за тех, кто слишком старается быть «как все», с готовностью заглушая в себе и своих ближних непохожесть, что есть в каждом, звучит во многих рассказах, и особенно в «Крыльях», где медики наловчились быстро «приводить в норму» малышей, рождающихся крылатыми: «крылья отрезали почти как ногти…». Любимые герои А. Чуманова — это обычно люди, не добившиеся особых успехов в жизни, но чистые душой, сумевшие сохранить в ней огонёк духовности, непонятной и чуждой обывателю. Мы чувствуем этот огонёк в старом Александре Ивановиче (рассказ «Место в очереди»), умирающем в дни «всеобщей вакцинации населения на предмет бессмертия» только потому, что оказался слишком деликатным и уступчивым. Таков и незлобивый мягкий Антон («Чего не привидится…»), который, однако, борясь за жизнь маленькой дочки, сталкивается с самой Смертью…

## Награды
Лауреат литературной премии имени П. П. Бажова (2005) за повести «Творческий день», «Брат птеродактиля» и роман «Три птицы на одной ветке».
Дважды, в 2001 и 2004 годах, его произведения становились лучшей публикацией года в журнале «Урал», один раз — в журнале «Уральский следопыт» (1987) и один раз — в альманахе «Чаша круговая» (2002).
Награждён медалью «За служение литературе» в 2008 году.
В 2019 году присвоено звание Почётный гражданин Арамильского городского округа.

### Все литературные премии и номинации
1986:
| Великое Кольцо, 1986 // Малая форма → Жили-былиЖили-были (1986) |

1987:
| Великое Кольцо, 1987 // Малая форма → Птица по имени КарлПтица по имени Карл (1985)                        |
| ВеликоПтица по имени Карле Кольцо, 1987 // Малая форма → Дым поднимается вверхДым поднимается вверх (1984) |
| ВеликоДым поднимается вверхе Кольцо, 1987 // Малая форма → Чего не привидится…Чего не привидится… (1987)   |

1991:
| Великое Кольцо, 1991 // Крупная форма → Ничто не ново — только мыНичто не ново — только мы (1991) |

1992:
| Великое Кольцо, 1992 // Крупная форма → Обезьяний островОбезьяний остров (1992) |

1993:
| Интерпресскон, 1993 // Крупная форма (роман) → Обезьяний островОбезьяний остров (1992)            |
| Бронзовая УлиткОбезьяний острова, 1993 // Крупная форма → Обезьяний островОбезьяний остров (1992) |

1994:
| Обезьяний островБронзовая Улитка, 1994 // Крупная форма → Выше звёзд другие звёздыВыше звёзд другие звёзды (1992)              |
| ИнтерпрессВыше звёзд другие звёздыкон, 1994 // Крупная форма (роман) → Выше звёзд другие звёздыВыше звёзд другие звёзды (1992) |

1995:
| БронВыше звёзд другие звёздызовая Улитка, 1995 // Средняя форма → Улёт в тёплую сторонуУлёт в тёплую сторону (1994)     |
| ИнтерпрессУлёт в тёплую сторонукон, 1995 // Средняя форма (повесть) → Улёт в тёплую сторонуУлёт в тёплую сторону (1994) |
| Странник, 1995 //Улёт в тёплую сторону Средняя форма → Улёт в тёплую сторонуУлёт в тёплую сторону (1994)                |

1996:
| Бронзовая Улитка, 1996 // Средняя форма → День ЁДень Ё (1994)              |
| ИнтерпрессДень Ёкон, 1996 // Средняя форма (повесть) → День ЁДень Ё (1994) |